# Perdita hirticeps
Perdita hirticeps là một loài Hymenoptera trong họ Andrenidae. Loài này được Timberlake mô tả khoa học năm 1960.